# جبهة تحرير الرقة
جبهة تحرير الرقة هي جماعة سورية مسلحة معارضة لنظام بشار الأسد تشكّلت في ديسمبر (كانون الأول) 2012 في محافظة الرقة في سوريا خلال الحرب الأهلية السورية، ونشطت حتى عام 2014.

## لمحة تاريخية
تشكلت جبهة تحرير الرقة في ديسمبر (كانون الأول) 2012 عقب اندلاع الثورة السورية، كإحدى فصائل المعارضة السورية المسلحة المناوئة للنظام السوري بقيادة بشار الأسد. تكونت الجبهة عند تأسيسها من ائتلاف عدة مجموعات تابعة للجيش السوري الحر، إلى جانب كتائب إسلامية أخرى مستقلة، حيث ضمت بين صفوفها الجماعات والفصائل الآتية:
- كتائب الفاروق (من الفصائل التابعة للجيش السوري الحر).[1][2]
- لواء ثوار الرقة (من الفصائل التابعة للجيش السوري الحر).[1][2][3]
- لواء أحفاد الرسول (من الفصائل التابعة للجيش السوري الحر).[1][2]
- لواء راية النصر (من الفصائل التابعة للجيش السوري الحر).[1] [2]
- لواء المنتصر بالله (من الفصائل التابعة للجيش السوري الحر).[1][2]
- كتائب القسام.[2]
- لواء شيخ الإسلام.[2]
- لواء فرسان الفرات.[2]
- لواء حذيفة بن اليمان.[2]
- لواء الرصافة.[2]